# Ron Urlich
Pas d'image ? Cliquez ici

a Compétitions nationales et continentales officielles uniquement.

b Matchs officiels uniquement.
Dernière mise à jour le 16 mai 2025.
Ronald Anthony Urlich, né le 8 février 1944 à Auckland (Nouvelle-Zélande), est un ancien joueur de rugby à XV qui a joué avec l'équipe de Nouvelle-Zélande. Il évoluait au poste de talonneur (1,83 m pour 89 kg). 

## Carrière
Ronald Urlich joue 30 matchs avec la province d'Auckland.
Il dispute son premier test match avec l'équipe de Nouvelle-Zélande le 29 août 1970 contre l'équipe d'Afrique du Sud. Son dernier test match est contre cette même équipe, le 12 septembre 1970. 

## Palmarès
- Nombre de test matchs avec les All-Blacks : 2
- Nombre total de matchs avec les All-Blacks : 35